# François-Tommy Perrens
François-Tommy Perrens (født 20. september 1822 i Bordeaux, død 4. februar 1901 i Paris) var en fransk historiker. 
Skønt Perrens i mange år med iver virkede som lærer, fandt han dog tid til at fuldføre omfattende historiske arbejder. Ivrig demokrat og republikaner, som han var, søgte han forbilledet for sine ideer i fortiden og skrev Savonarola (1863) og La démocratie en France au moyen âge (1872), bøger, som i sin tid anviste helt nye veje, selv om de nu er forældede. Hans værker fra begyndelsen af 17. århundrede Les mariages espagnols sous Henri IV et Marie de Médicis (1869) og L'Église et l'Etat en France sous Henri IV et Marie de Médicis (1872) har derimod bevaret hele deres værdi. Hans store hovedværk, genoptagelsen af hans ungdoms studier, blev Histoire de Florence (9 bind, 1877—91); det er det første alvorlige forsøg på at skrive den florentinske republiks historie og vil altid bevare sin betydning, selv om senere værker har rettet på mange punkter. Hans sidste værk var Les Libertins en France au XVII siècle (1898).